# Herb powiatu płockiego

Herb województwa płockiego z czasów I Rzeczypospolitej

Herb powiatu płockiego – jeden z symboli powiatu płockiego, autorstwa Andrzeja Heidricha i Stefana Krzysztofa Kuczyńskiego, ustanowiony 10 maja 1999.

## Wygląd i symbolika
Herb przedstawia na tarczy w polu czerwonym z lewej strony pół czarnego, a z prawej pół srebrnego orła, obie części łączy złota litera „P” na piersi. Jest to połączenie symboliki województwa mazowieckiego oraz historycznego województwa płockiego.